# 九十九里浜闘争

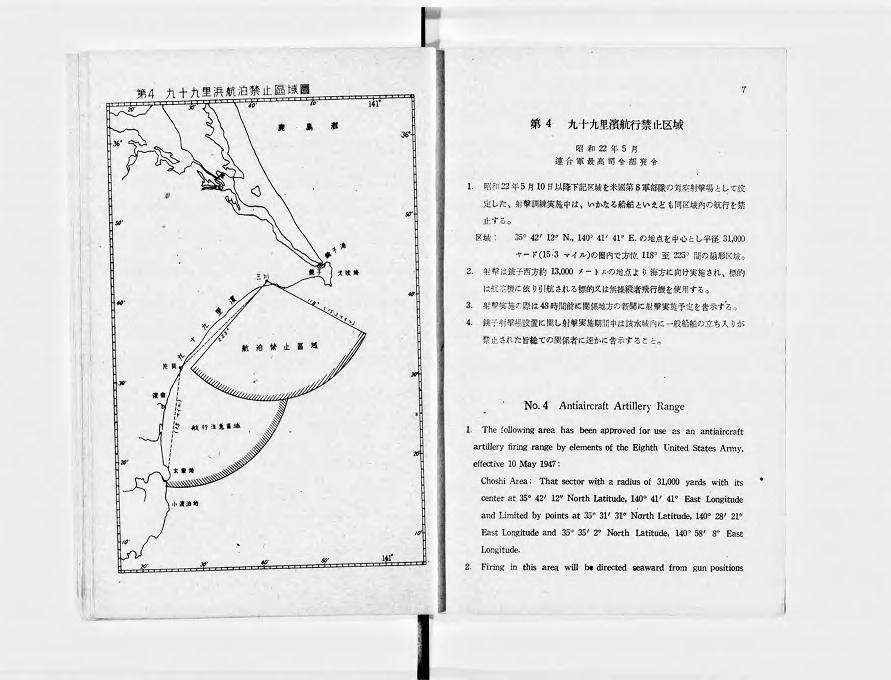
1947年に米軍が射撃訓練開始に伴い設定した九十九里浜沖航行禁止区域。

九十九里浜闘争（くじゅうくりはまとうそう）とは、1948年に千葉県の九十九里浜一帯がGHQに接収され、在日米軍の実弾演習場とされたことに対して起こった漁民を中心とした住民運動。この運動は、漁民（船方）による、封建的な「網元・親方制度」に対する労働争議としても発展した。

## 概要
1948年4月、房総半島東部に面した九十九里浜一帯が、米軍高射砲演習場として占領当局に接収され、九十九里浜に隣接した海域も半径3万1千ヤードの海面を接収し「射撃指定海域」に指定された。また、山武郡豊海町（現在の九十九里町）を貫いて海に注ぐ真亀川河口の砂浜と、隣接する民有地の合計26万8千坪（約90ヘクタール）の土地が米軍の陸上基地「キャンプ・カタカイ」として接収された。1951年には朝鮮戦争の戦局の悪化から、演習強化のためにさらに8万ヤードの海面を接収した。これによって、北は銚子沖から南は大原沖まで、九十九里の全漁場が演習地となった。
当初は月曜日から金曜日まで毎日朝から夕方まで演習を行っていたが、地元の強硬な反対によって午後のみに変更され、53年頃から月曜日から木曜日までの正午から午後六時まで、高角砲並びに機関銃による実弾射撃演習を行った。高射砲の実弾演習が始まるとその爆音で魚群も逃げてしまい、漁船の出漁は午前中だけに限られた。住民たちは射撃音を「ドカン」と呼び、学校の教室でも先生の声も聞こえないなどの「騒音問題」ともなった。また、基地周辺の家屋は、射撃時の振動で瓦が落ちたり、家が傾くほどのものだったという。漁場を奪われた漁民や慣れ親しんだ砂浜と海に砲弾が射ち込まれることに憤慨した住民は、すぐさま漁業権の補償交渉とともに「基地反対・撤去」を求める運動を開始した。
反対運動は、1950年2月21日にキャンプ・カタカイのゲート付近で高射砲の爆音のさなかに開催された「反植民地闘争デー片貝漁民大会」で高揚を示すが、占領当局はレッドパージの状況に乗じてこの住民運動を「共産主義者に扇動された運動」として大会の翌日にはCIC（対敵諜報部隊）が追及を開始した。GHQは支援者の日本共産党片貝細胞の党員九人を逮捕し、「占領目的を阻害する行為」などで米軍軍事法廷で起訴されることになった。逮捕された共産党員たちは漁民たちから「九人の宗吾」と尊敬され、讃えられた。
米軍朝霞基地での軍事裁判は、4月27日から5月5日まで六回開かれた。被告のうち五名が即日無罪となったが、細胞のリーダーだった小松七郎ら四名が重労働一年の判決を受けた。判決を不服とした被告の要求によって再審が行われ、小松ら二人は一審どおり、一人は重労働三ヶ月、一人は執行猶予に減刑された。ちなみに小松が収監された府中刑務所の独房は、徳田球一が戦時中に収容されていた部屋だったという。
朝鮮戦争が開始された1950年には演習実施日が年200日を超え、同年7月に日本政府は損失補償金を敗戦処理費で賄うことを閣議決定した。一方で、この反基地運動を契機にして、獲得した補償金の分配をめぐって漁師たちは自らの「網元・親方制度」の封建的なあり方に目を向けるようになる。政府から支払われた補償金は、網元一人当り40万円（当時）に対して、漁民は一人当り500円にも満たなかった。この不公平な補償金の分配に端を発して1953年の6月から8月にかけて、白里(6月4日)、南白亀(7月1日)、白潟(8月1日)、豊海(8月8日)と相ついで漁民組合を結成し、同年10月には船主を相手取って大規模な労働争議にまで発展する。「戦後民主化の波から最も程遠い地域」、「天然記念物ものの封建制度」と千葉県の役人がさじを投げていた地域で画期的なことであった。
基地による住民被害も相次いだ。1948年12月に飲酒運転の米兵が、下校途中の児童をはねて死亡させた。1951年7月には旧豊海のキャンプ・カタカイに近い町営住宅に、高射砲演習の標的の無人機(通称「赤とんぼ」)が墜落して炎上。住民の夫婦が全身やけどを負って死亡、三軒が全焼した。1952年2月には、旧豊海の青果店に19歳の米兵の運転するトラックが突入、店舗を大破させて6歳の男児が死亡した。被害を受けた家族には謝罪も弁償も一切なかった。同月、同じように米軍車両が店舗に突入して客を負傷させた事故も起きている。また、当時の住民はのちに「敷地へ入り撃ち殺された人、片腕を撃ち落とされた人もいる」と証言している。(東京新聞千葉房総版2015年8月16日付)
1954年2月11日には、千葉県山武郡豊海町で「九十九里浜禁止海域」に「侵入」したとして約50隻の漁船に対して米軍が「元片貝射場」（現在の片貝海岸）から数十発の威嚇射撃を行い、「退去」を求めるという事件も起きた。漁船から200メートル離れた水面に着弾し、数十メートルの水柱が立った、と目撃者は伝えている。　当時沿岸の漁民は非常に窮乏していて、「禁止区域」であっても魚群を見付けたときには危険を冒して漁を行っていた。一方アメリカ兵たちは、九十九里浜を「東洋のマイアミ」と呼んで、家族連れで海水浴を楽しんだりもした。
1952年7月には千葉県議会は「射撃場撤廃に関する決議」を採択したが、1957年の段階に至っても日本政府は九十九里海岸6万坪を米軍に提供することを閣議決定した。しかし、反対運動の激しさと高射砲という戦術が時代とともに古くなったこともあり、同年5月に米軍は千葉県に「永久に射撃演習を中止する」と千葉県に通告。10月には九十九里浜は千葉県に全面的に返還された。この運動は日本で最も早い米軍基地反対運動であり、この運動がのちの内灘闘争や砂川闘争に影響を与え、運動を広げた側面もある。
返還後も九十九里浜では1960年代終わり頃まで、訓練に使われた無人機の破片や海中に投棄された軍用車両などによって、地曳き網が破損することが度々起こった。

## 当時、九十九里漁民が詠ったかるた、数え節

### 新大漁ぶし（ドカンぶし）
一ツとせえ
ひとでなしだよ アメリカは
ジャミもよらない九十九里
浜ドカンでは コリャコリャ
（注）「ジャミ」とは煮干し用の小イワシのこと。
二ツとせえ
ふたつならんだ イワシ舟
パンもぬれない九十九里
浜ドカンでは コリャコリャ
（注）「パン」とは、アグリ船にのせて海中に運ぶ木材道具。「パンもぬれない」とは漁がないということ。
三ツとせえ
右も左も大困り
配給米さえとりかねる
浜ドカンでは コリャコリャ
四ツとせえ
四ツ五ツの子供まで
口紅まねる植民地
浜ドカンでは コリャコリャ
五ツとせえ
いつまでいるのか アメリカは
いかなきゃイワシがよりつかぬ
浜ドカンでは コリャコリャ
六ツとせえ
むかしはホシカで足ふまぬ
いまはウロコのかげもない
浜ドカンでは コリャコリャ
（注）「ホシカ」とか江戸時代から農作物の肥料として重宝されたイワシ干のしめ粕のこと。「干鰯」をホシカと読む。かつては砂浜いっぱいにイワシが干されていたことを指している。
七ツとせえ
何がなんでもひどすぎる
ひかれぱなしの泣きね入り
浜ドカンでは コリャコリャ
八ツとせえ
やたらむしょうにハラがたつ
マネもあがらぬ九十九里
浜ドカンでは コリャコリャ
（注）「マネ」とは漁獲を標知する原始的通信機。
九ツとせえ
ここらで一と旗あげなけりゃ
孫子の代までうかばれぬ
浜ドカンでは コリャコリャ
十とせえ
とうとうドカンは鳴りやんで
民族独立 ハマ大漁
ああ大漁だね コリャコリャ
この「新大漁ぶし」は、軍事裁判開始直後に、片貝の共産党「カベ新聞」に貼り出された。作者は、共産党千葉県委員会の幹部と朝鮮総連千葉県本部の幹部たちが酒宴を開いた際に、九十九里の漁民を応援しようと合作されたものだという。

### 九十九里いろはかるた
い　犬猫なみより人間なみ
ろ　論より証拠あの御殿
は　羽織の親方裸の船方
に　人情より勘定
ほ　ほんとにひどいこの手当
へ　下手な庇理窟通せる親方
と　とった魚も雲がくれ　　
ち　智恵者の多い旦那たち？
り　理窟多いが勘定少い
ぬ　主もわたしも人なみに
る　留守は苦しい火の車
お　親方ワンマン船方ガマン
わ　分け前ゴマカス懐こやす
か　変る世の中変らぬ船主
よ　よくも今まで我慢した 　　
た　旅の船方よりつかない
れ　礼儀　人情　愛情で
そ　相談するのがなぜきらい
つ　つかみ勘定はもうごめん
ね　眠むっておらずに目をさませ
な　なんでもかんでも無礼者
ら　楽じゃないよおいらの仕事
む　昔のままでは通らない
う　海の男も泣くところ
ゐ　一族だけが腹一杯
の　飲ませて丸める親方算用
を　ヲッペシ女も世間なみ
く　苦労分け合う親方ほしい
や　やっぱり組合は大切だ
ま　真面目な者のくえる世の中
け　けとばされたりなぐられたり
ふ　フカの腹より慾深い
こ　子供のためにも明るい浜を
え　エンマ様でも二号に負ける
て　手に手をとって団結だ
あ　呆きれ果たるわからずや
さ　催促するなあるとき払う
き　聞いてあきれる船主の頭
ゆ　勇気の足らぬ裏切者
め　明治も今も石頭
み　見事な団結最後の勝利
し　知ったかみたかおいらの力
ゑ　笑顔で暮せる明るい町を
ひ　秘密勘定争議のもと
も　門の立派な船主さん
せ　船主の嫌うストライキ
す　進んで勝つは争議団
全日本海員組合　九十九里争議団

### 夜明けぶし－争議ぶし
一つとせ　人と犬との分れ目だ　夜明け前だぞ九十九里
　　　　　　　　　　　　　　　浜は夜明けだね(繰り返し以下略)
二つとせ　船方なんぞと馬鹿にすな　世直しするのだ団結で
三つとせ　みんな一度に起ち上がれ　自由のための戦いだ
四つとせ　嫁も姑も子も孫も　乱すまいぞえ心意気
五つとせ　今に見ていろ封建の　牙城を俺等でつぶすのだ
六つとせ　無理で太った船主たち　流さにゃなるまい血の涙
七つとせ　名前汚ごすぞ裏切者は　末代までの恥さらし
八つとせ　やってみせるぞこの仕事　可愛い吾が子の為じゃもの
九つとせ　苦しみ悲しみふみこえて　住みよい俺等の町つくり
十とせ　　とうとう夜が明けた九十九里　町から村から夜が明けた
　　　　　　　　　　　　　　　　全日本海員組合　九十九里争議団
- 参照:日本労働年鑑　第27集　1955年版 法政大学大原社会問題研究所